# Edenticosa edentula
Edenticosa edentula es una especie de araña araneomorfa de la familia Lycosidae. Es el único miembro del género monotípico Edenticosa.

## Distribución geográfica
Es originaria de Fernando Poo, en Guinea Ecuatorial.